# Royal Excel Mouscron
El Royal Excel Mouscron era un equipo de fútbol de Bélgica de la ciudad de Mouscron en la provincia de Henao. Hasta 2010 el club jugaba como RRC Péruwelz en Péruwelz, tras la bancarrota del Excelsior Mouscron se trasladó a Mouscron y compitió con el nombre de Royal Mouscron-Péruwelz de 2012 a 2016.

## Historia
Fue fundado en 1921 como Racing Club Péruwelz y se adhiere a la Real Asociación Belga con el número de matrícula 216. En 1935 el club asciende a la Tercera División, pero sólo dura una temporada y vuelve a caer a divisiones provinciales. Tras la Segunda Guerra Mundial sigue compitiendo en los niveles más bajos del fútbol belga. En los años 90 incluso llega a descender a Tercera provincial y llega a quedar colista de la Cuarta provincial, el nivel más bajo de las ligas provinciales. Además el club está en peligro de desaparecer, sin embargo en 1996 llega una nueva directiva y se empieza a mejorar.
Del 2000 al 2010 el club pasa de jugar en Tercera Provincial a disputar la Tercera División. A finales de enero de 2010, debido a la bancarrota del Excelsior Mouscron, se anuncia que el RRC Péruwelz se "fusionará" con éste. Fue una fusión no oficial, en la que RRC Péruwelz, con matrícula 216, cambiaba su nombre y se trasladaba a Mouscron. Por eso el club no podía reclamar los títulos del club con matrícula 224 (Excelsior Mouscron), sino mantener el palmarés del RRC Péruwelz. Muy pronto algunos aficionados fundaron un nuevo club en Péruwelz, Péruwelz Football Club, que se unió a la KBVB con la matrícula 9540. Sin embargo, se trata de un club completamente diferente, y comenzó a disputar la Cuarta provincial.
El nuevo club fusionado empieza a disputar la Cuarta división en 2010 como RRC Péruwelz. Esa temporada el Mouscron-Péruwelz queda segundo y gana el play-off de ascenso A Tercera división. En 2011, se decide vincularse con el club francés Lille OSC, dicha vinculación durará hasta 2015.
El club sigue la buena racha y termina campeón de Tercera división en 2011/12. Un año después, asciende a Segunda División. En 2012, se cambia el nombre de RRC Péruwelz a Royal Mouscron-Péruwelz. 
Mouscron-Péruwelz termina subcampeón en la temporada 2012/13 pero en el play-off de ascenso pierde contra el Círculo de Brujas. En 2013/14 terminan cuartos, jugando el play-off de ascenso y ascendiendo en la última jornada en Sint-Truiden al ganar 2-4. El fútbol de élite volvía a Mouscron. 
En la primera vuelta de la temporada 2014-15 (antes del parón invernal), sorprende a todos y se mantiene en mitad de tabla, con goleadas en Le Canonnier contra Standard de Lieja, Círculo de Brujas y Anderlecht por 5-2, 4-0 y 4-2 respectivamente. Tras el parón, se sucede una horrible racha negativa de 10 derrotas, con lo que el club parecía abocado a jugar el play-off de descenso, pero finalmente se salva en las dos últimas jornadas.
La siguiente temporada se convierte en una dura lucha para evitar el descenso contra KVC Westerlo, OH Leuven y también Sint-Truiden VV, pero se logra al final salvarla. En enero de 2016, el propietario Edward Van Daele anuncia el cambio de nombre a Royal Excel Mouscron. 
En la temporada 2016/17 no cambian las ambiciones del equipo, jugándose la permanencia principalmente con el KVC Westerlo. Esta vez se salva por los pelos, en la penúltimata jornada, KVC Westerlo parecía que se salvaría al ganara al Zulte Waregem, pero le empatan en tiempo de descuento. Mientras el Mouscron gana 1-0 en casa al Standard Lieja. Mouscron en la última jornada tiene que ganar y esperar que KVC Westerlo empate o pierda. KVC Westerlo pierde en casa 0-4 contra Racing Genk, mientras que Mouscron gana a domicilio 0-2 contra el KV Kortrijk. Mouscron termina un punto por encima del descendido KVC Westerlo.
Por cuarto año consecutivo, la provincia de Henao tendría fútbol de élite. Mouscron terminará tres puntos por encima del descenso.
El 16 de abril de 2020 se filtra a la prensa que el club ha empezado negociaciones para una posible fusión con sus vecinos del KV Kortrijk, éstas también afectarían al club KSV Roeselare, que no había recibido una licencia profesional y pasaba por dificultades económicas. Un día después, la dirección del Excel Mouscron asegura que una fusión con KV Kortrijk no se ha planteado ni a corto ni medio plazo. La hinchada reacciona colgando pancartas contra la fusión en el estadio.

## Conflictos de licencia
Para el periodo 2016-2021, Excel Mouscron no había recibido inicialmente una licencia profesional del comité. Aunque Excel la consiguieron para la campaña 2014/15, el comité dudaba de que el presupuesto de cuatro millones de euros bastaría para acabar la temporada. La licencia estaba siendo solicitada por el Círculo de Brujas y Lierse SK, que querían salvarse. Excel Mouscron es comprado por Gol Football Malta en verano de 2015, avalando la licencia en el fútbol profesional el Comité Superior de Deportes (BAS).
Gol Football Malta estaba por entonces dirigido por los agentes Pini Zahavi y Fali Ramadani. A finales de 2015, la Liga Pro League decide que a los brokers no se les permite comprar un club. Gol Football Malta vende el club a otra empresa maltesa: Latimer. Esa temporada había tres clubes interesados en quedarse con la licencia de Mouscron: OH Leuven, Sint-Truiden VV y KVC Westerlo. El comité de licencias no encontrará evidencias de que Gol Football Malta está relacionado con Latimer. El BAS también lo cree así, por lo tanto OH Leuven desciende a Segunda.
Al año siguiente Excel tendrá que admitir que el nuevo dueño Latimer tiene una deuda de casi 2.5 millones de euros con Gol Football Malta. Por tanto, no se le asignó una licencia para el fútbol profesional. Mouscron también se enfrentó a la oposición de KVC Westerlo y Lommel SK. En el BAS, Excel Mouscron presentó un documento que demostraría que Gol Football Malta había cancelado todas las deudas con Latimer, rompiendo así los lazos entre las dos empresas. Con eso bastó para que el BAS otorgara a Mouscron una licencia profesional, que descendió a Westerlo a Segunda División y al Lommel SK a Primera División Aficionada.
El equipo valón también fue cuestionado en la temporada 2017/18. Mientras tanto, Excel Mouscron había sido adquirido por inversores tailandeses, y por lo tanto, el club recibió una licencia profesional. Ahora será el KV Malinas quien intervendría para denunciar el enredo con los brokers. El BAS no cedió a los argumentos de Malinas, por lo que ese club descendió. Posteriormente, KV Malinas fue acusado de blanqueo de capitales, soborno y amaño de partidos de fútbol.
La licencia pendía de un hilo la temporada siguiente. La fiscalía designó entonces administradores provisionales para la federación de fútbol. Se investigó si Mouscron se financió con dinero procedente de paraísos fiscales. El comité de licencias encontró que Excel cumplía con los requisitos.
Los rojiblancos finalmente lograron obtener una licencia cada temporada (a través del BAS). En 2020, el comité fue implacable con los de Henao. Ahora habría evidencia sobre la mesa de que el club estaba dirigido por brokers, lo que ha violado las reglas desde 2015. Todos asumieron un descenso obligatorio a la categoría aficionada, pero el 8 de mayo de 2020 se anunció que el BAS otorgará otra licencia al club. Por quinta vez en seis años consecutivos, el equipo valón consigue hacerse con los papeles necesarios y así mantenerse activo en el fútbol profesional.
En la última jornada de la temporada 2020/21, Mouscron cayó al último lugar después de una derrota contra Brujas por 4-2, unido a la victoria de Waasland-Beveren por 1-2 en OH Leuven. Tras siete años en la élite, el Excel Mouscron abandonaba la Primera División.

## Bancarrota
En la temporada 2021/22 compite en la Segunda División, quedando en la séptima posición de ocho posibles. En abril de 2022, el Comité de Licencias dictaminó "que no se puede garantizar la existencia continua del club hasta el 30 de junio de 2023 (final de la temporada siguiente)". Como resultado, el club no recibió la licencia de fútbol profesional por séptima vez en ocho años. Esta sentencia fue confirmada en apelación el 10 de mayo de 2022, lo que obligó al club a descender a División 2, donde partiría con tres puntos menos. Esto nunca se llegaría a producir, ya que el club se declaró en bancarrota el 31 de mayo de 2022, por lo que la matrícula nº 216 con la que se fundó el RRC Péruwelz desapareció.

## Resultados
| Temporada                                      | Nivel | Nivel | Nivel | Nivel | Nivel | Nivel | División  | Puntos | Observaciones |
|                                                | I     | I     | II    | III   | IV    | P.I   |           |        | |
| ---------------------------------------------- | ----- | ----- | ----- | ----- | ----- | ----- | --------- | ------ | --- |
| como RRC Péruwelz (Royal Racing Club Péruwelz) |       |       |       |       |       |       |           |        | |
| 2004/05                                        |       |       |       |       | 7     |       | Cuarta A  | 45     | |
| 2005/06                                        |       |       |       |       | 5     |       | Cuarta A  | 50     | |
| 2006/07                                        |       |       |       | 4     |       |       | Tercera A | 51     | |
| 2007/08                                        |       |       |       | 2     |       |       | Tercera A | 54     | |
| 2008/09                                        |       |       |       | 14    |       |       | Tercera A | 27     | |
| 2009/10                                        |       |       |       | 18    |       |       | Tercera B | 21     | |
| como Royal Mouscron-Péruwelz                   |       |       |       |       |       |       |           |        | |
| 2010/11                                        |       |       |       |       | 2     |       | Cuarta A  | 69     | ascenso vía ronda final |
| 2011/12                                        |       |       |       | 1     |       |       | Tercera A | 79     | |
| 2012/13                                        |       |       | 2     |       |       |       | Segunda   | 67     | segundo en ronda final con Cercle Brugge, KVC Westerlo y White Star Woluwe FC                                                                               |
| 2013/14                                        |       |       | 4     |       |       |       | Segunda   | 66     | ganador en ronda final con OH Leuven, KAS Eupen y Sint-Truidense VV                                                                                         |
| 2014/15                                        | 13    | 13    |       |       |       |       | Primera   | 26     | |
| 2015/16                                        | 14    | 14    |       |       |       |       | Primera   | 30     | |
| como Royal Excel Mouscron                      |       |       |       |       |       |       |           |        | |
|                                                | 1A    | 1B    | 1Am   | 2Am   | 3Am   | P.I   |           |        | desde 2016-17 hay 3 niveles nacionales y 2 regionales |
| 2016/17                                        | 15    |       |       |       |       |       | Primera   | 24     | |
| 2017/18                                        | 14    |       |       |       |       |       | Primera   | 30     | |
| 2018/19                                        | 10    |       |       |       |       |       | Primera   | 40     | |
| 2019/20                                        | 10    |       |       |       |       |       | Primera   | 36     | La competición finalizó tras 29 jornadas debido a la crisis del coronavirus; en ese momento se encontraba en décimo lugar con 36 puntos.                    |
| 2020/21                                        | 18    |       |       |       |       |       | Primera   | 31     | |
| 2021/22                                        |       | 7     |       |       |       |       | Segunda   | 30     | Aunque se le reconoció como entidad deportiva, al Excel Mouscron no se le concedió la licencia para jugar al fútbol profesional. El club finalmente quebró. |